# Jocurile Olimpice de iarnă din 1936
A IV-a ediție a Jocurilor Olimpice de iarnă s-a desfășurat la Garmisch-Partenkirchen, Bavaria, Germania în perioada 6 februarie - 16 februarie 1936. Germania a fost, de asemenea, gazda Jocurilor Olimpice de vară de la Berlin din același an.

## Organizare
- Orașe candidate: St. Moritz (Elveția)
- Orașul gazdă a fost ales în urma congresului CIO de la Barcelona din 1931.

## Evenimente marcante
- Norvegianca Sonja Henie câștigă cea de-a treia medalie de aur consecutivă la patinaj artistic.
- Patinatorul norvegian de viteză Ivar Ballangrud a cucerit trei medalii de aur (500m, 5.000m și 10.000m) și una de argint (1.500m).
- Comitetul Internațional Olimpic a interzis monitorilor de schi, considerați profesioniști, să participe la proba de schi alpin, sport nou introdus în programul olimpic. Ca urmare a acestei decizii schiorii elvețieni și austrieci au boicotat proba.

## Sporturi
- Bob
- Combinata nordică
- Hochei pe gheață
- Patinaj artistic
- Patinaj viteză
- Sărituri cu schiurile
- Schi alpin
- Schi fond

## Țări participante
| - Australia - Austria - Belgia - Bulgaria - Canada - Cehoslovacia - Elveția - Estonia - Finlanda - Franța |  | - Germania - Grecia - Japonia - Italia - Iugoslavia - Letonia - Liechtenstein - Luxemburg - Marea Britanie - Norvegia |  | - Olanda - Polonia - România - Spania - Statele Unite ale Americii - Suedia - Turcia - Ungaria |

## Clasamentul pe medalii
Legendă
      Țara gazdă
| Loc   | CON                              | Aur | Argint | Bronz | Total |
| ----- | -------------------------------- | --- | ------ | ----- | ----- |
| 1     | Norvegia (NOR)                   | 7   | 5      | 3     | 15    |
| 2     | Germania (GER)                   | 3   | 3      | 0     | 6     |
| 3     | Suedia (SWE)                     | 2   | 2      | 3     | 7     |
| 4     | Finlanda (FIN)                   | 1   | 2      | 3     | 6     |
| 5     | Elveția (SUI)                    | 1   | 2      | 0     | 3     |
| 6     | Austria (AUT)                    | 1   | 1      | 2     | 4     |
| 7     | Marea Britanie (GBR)             | 1   | 1      | 1     | 3     |
| 8     | Statele Unite ale Americii (USA) | 1   | 0      | 3     | 4     |
| 9     | Canada (CAN)                     | 0   | 1      | 0     | 1     |
| 10    | Franța (FRA)                     | 0   | 0      | 1     | 1     |
| 10    | Ungaria (HUN)                    | 0   | 0      | 1     | 1     |
| Total | Total                            | 17  | 17     | 17    | 51    |

## România la JO 1936
România a participat cu o delegație formată din 29 de sportivi. Cel mai bun rezultat:
- Locul 13, la patinaj artistic, perechea Irina Timcit - Alfred Eisenbeisser.